# زاوية حاتم
قرية زاوية حاتم هي إحدى القرى التابعة لمركز أبو قرقاص بمحافظة المنيا في جمهورية مصر العربية. حسب إحصاءات سنة 2006، بلغ إجمالي السكان في زاوية حاتم 5587 نسمة، منهم 2866 رجلا و2721 امرأة.